# Desfoliante

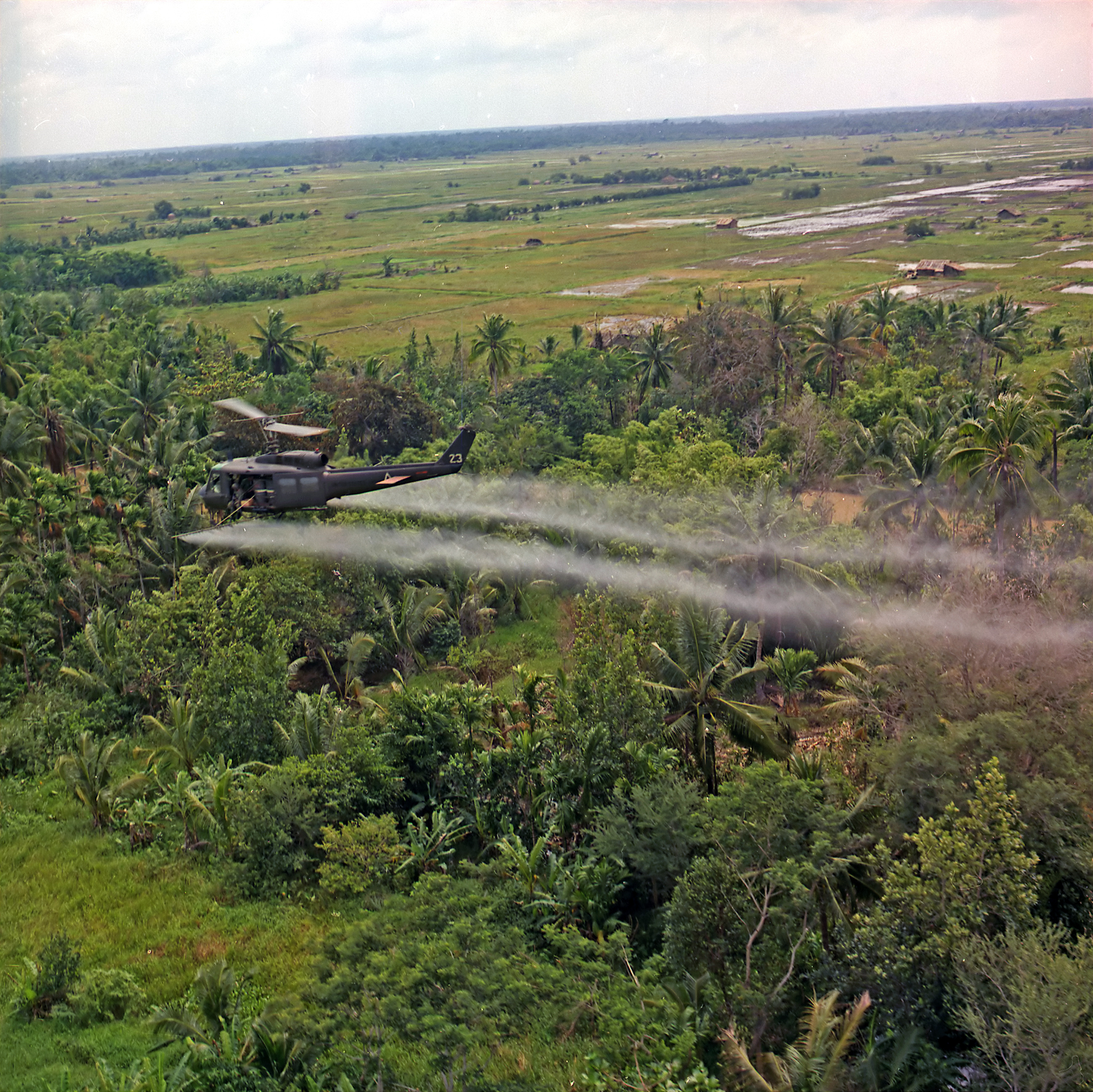
Um helicóptero a fumigar com um desfoliante sobre zona de selva espessa do delta do Mekong (26 de julho de 1969).

Desfoliante (alternativamete defoliante ou desfolhante) é a designação dada às substâncias químicas que em contacto com as plantas, especialmente com árvores e lianas, induzem a queda prematura das folhas. Para além de usos agronómicos, aqueles produtos são utilizados como arma química. Um exemplo clássico de desfoliante, altamente tóxico, é o denominado agente laranja, o qual foi frequentemente utilizado pelas forças dos Estados Unidos para defoliar zonas florestais do Vietname durante a Guerra do Vietname entre 1961 e 1970.

## Descrição
Os desfoliantes diferenciam-se dos herbicidas, pois os primeiros têm como propósito induzir a queda das folhas, enquanto os  segundos são utilizados para destruir ou inibir o crescimento de determinadas plantas.
A desfoliação tem sido utilizada no âmbito de operações guerra, para aumentar a visibilidade em zonas florestais, especialmente em selvas, na produção agrícola e na luta contra o narcotráfico.
O uso militar dos desfoliantes visa remover a cobertura oferecida pela vegetação alta, entre a qual se podem esconder tropas inimigas. A utilização táctica de desfoliantes foi amplamente utilizada pelos Estados Unidos na Guerra do Vietname.
Na produção agrícola são utilizados desfoliantes na produção de algodão para facilitar a colheita do produto. São também utilizados para acelerar a maturação e facilitar a colheita, ao remover as folhas, na cultura da soja e do tomate.
Na luta contra o narcotráfico, os desfoliantes tem sido utilizados para produzir a destruição de culturas de plantas utilizadas no fabrico de drogas, com destaque para as papoilas destinadas à produção de ópio e à cultura de coca.
Os desfoliantes para uso agronómico são o Tribufos (S,S,S-tributiltritiofosfato ou DEF), Merphos (tributiltritiofosfito), clorato de sódio, clorato de magnésio, cianamida de cálcio, poliboratos de sódio (como o octaborato dissódico e o ácido cacodílico), Dimetipin, Diquat e Paraquat.
Durante a Guerra do Vietname as forças norte-americanas utilizaram milhares de toneladas de produtos desfoliantes, entre os quais herbicidas com 2,3,7,8-tetraclordibenzodioxina (TCDD), uma dioxina teratogénica e carcinogénica.
| Nome                        | Período       | Quantidade (litros) |
| --------------------------- | ------------- | ------------------- |
| Agent Pink                  | 1961–1965     | * 464.164           |
| Agent Green                 | 1961–1965 (?) | 31.026              |
| Agent Purple                | 1962–1965     | 1.892.773           |
| Agent Orange                | 1965–1970     | 45.677.937          |
| Agent Orange II             | até 1968 (?)  | ** 3.591.000        |
| Agent White                 | 1966–1971     | 20.556.525          |
| Agent Blue (pulverizado)    | 1962–1964     | 25.650              |
| Agent Blue (solução aquosa) | 1964–1971     | 4.715.731           |

* Utilização de 50312 l documentada, com mais 413852 l entregues com destino desconhecido; ** entregues.